# Karl von Geringer
Karl von Geringer, egyes forrásokban Geringer Károly (Nagyszeben, 1806. – Haeersdorf, 1889. szeptember 24.) báró, Magyarország helytartója.

## Élete
Erdélyi szász család gyermeke volt. Tanulmányait a bécsi egyetemen végezte és 1829-ben az alsó-ausztriai kormányszéknél lépett állami szolgálatba. 1831-ben az udvari közkincstárhoz nevezték ki, ahol mint udvari fogalmazó, titkár és kormánytanácsos a pénzügyi törvényhozás különböző ágait illető reformok tárgyalásainak résztvevője volt. 1843-ban a kormány által az Oszmán Birodalommal határos Habsburg-tartományokban teendő utazásra küldték ki a kereskedelmi viszonyok tanulmányozása végett és ezen utazása alatt hosszabb ideig tartózkodott Magyarországon is.
1848-ban mint kormánybiztost Frankfurtba küldték, 1849-ben pedig előbb Pozsonyban, azután Pesten vette át az ország polgári kormányzatát és a szervezeti munkálatok vezetését. 1849. június 4-től Haynau mellett szolgált, mint polgári ügyekben meghatalmazott teljhatalmú császári biztos Miután Haynaut leváltották, Geringert a Helytartóság vezetésével bízták meg. Ő vezette be Magyarország abszolutizmus-kori közigazgatási rendszerét. Albrecht főherceg, katonai kormányzó 1851 őszén felváltotta posztjáról, Geringert Ferenc József kinevezte az Államtanács tagjává.